# Nils Nilsson Emporagrius
Nils Nilsson Emporagrius, född 1607, död 1681, var stadskassör och rådman i Stockholm och inpektor för Stora barnhuset. Han bodde på Rådmansgatan 70, vilken är uppkallad efter honom. Fadern var Nicolaus Erici Emporagrius, riksdagsman och kyrkoherde i Långtora, Uppland. Nils Emporagrius kusin var biskopen i Strängnäs stift Erik Gabrielsson Emporagrius (1606–1674).  

## Familj
Nils Emporagrius var först gift med kyrkoherdedottern Elisabeth Amundsdotter Beronius, därefter med rådmansdottern Karin Eriksdotter.

### Barn
- 1643–1666 Daniel Emporagrius, student vid Uppsala universitet, avled efter ett studieår i Giessen, Tyskland[2].
- 1646–1693 Abel Emporagrius,  rådman i Stockholm.
- – 1710 Christina Emporagria, var först gift med assessor Johan Lange (Palmström) och andra gången med överstelöjtnant Didrik eller Dietrich von Eisen.
- – 1710 Israel Emporagrius, assistent i Justitiekollegiet i Stockholm.